# Джерело «Криниця»
Джерело́ «Крини́ця» — гідрологічна пам'ятка природи місцевого значення в Україні. Розташована на території Черкаського району Черкаської області, на північний захід від села Жаботин, урочище Кропивна.
Площа — 0,01 га, статус отриманий у 1979 році. Перебуває у віданні: СТОВ «Завадівське».
Під охороною — підземне джерело мінеральної води (за складом гідрокарбонатна, натрієво-магнієва). Використовується для оздоровчих цілей, як столова вода.